# Aldeaquemada
Aldeaquemada is een gemeente in de Spaanse provincie Jaén in de regio Andalusië met een oppervlakte van 120,28 km². Aldeaquemada telt 516 inwoners (1 januari 2016).

## Demografische ontwikkeling
Bron: INE, 1857-2011: volkstellingen